# Вјајно Марканен
Вјајне Марканен (Палтамо, 29. мај 1929 — Лохја, 10. јун 2022) био је фински спортиста који се такмичио у стрељаштву. Највећи успех остварио је освајањем златне медаље на Олимпијским играма 1954. у Токију. На Светском првенству 1970. освојио је седмо место